# Heinrich Emanuel Grabowski
Heinrich Emanuel Grabowski (* 11. Juli 1792 in Leobschütz; † 1. Oktober 1842 in Breslau) war ein deutscher Apotheker und Botaniker in Schlesien. Sein offizielles botanisches Autorenkürzel lautet „Grab.“

## Leben
In dem Gymnasium in Leobschütz absolvierte er die Tertia und trat die Ausbildung zum Pharmazeuten beim Medizinalassessor, Apotheker und Botaniker Karl Christian Günther (1769–1833) in Breslau an. Mit Karl Günther und dem schlesischen Botaniker Friedrich Heinrich Wimmer veröffentlichte er 1824 ein Verzeichnis von Pflanzen, die in Schlesien vorkommen: Enumeratio stirpium phanerogamarum, quae in Silesia sponte proveniunt. In den Jahren von 1827 bis 1829 verfasste er in Breslau mit Friedrich Heinrich Wimmer das dreibändige Werk Flora Silesiae.
Es folgten Geschäftsreisen nach Prag und Wien, wo er pharmazeutische Vorlesungen besuchte. Heinrich Grabowski ließ sich 1824 als Apotheker in Oppeln nieder. Er veröffentlichte 1836 einen Aufsatz über das Vorkommen des Frühlings-Greiskrauts (Senecio vernalis) sowie Nachträge zum systematischen Verzeichnis der Botaniker Rudolf Rohrer und Ernst Meyer.
Als er verwitwet wurde, verkaufte er die Apotheke und zog 1840 mit drei Kindern nach Breslau um. Anschließend widmete er sich botanischen Forschungen in Schlesien sowie Publikationen. Er forschte ebenfalls in dem Mährischen Gesenke und beschrieb 1842 die Herstellung von „Waldwolle“ aus Kiefern- und Fichtelnadeln bei der Stadt Zuckmantel. Er war ein langjähriges Mitglied der Schlesischen Gesellschaft für vaterländische Kultur.

## Publikationen
- mit Karl Günther und Friedrich Heinrich Wimmer:  Enumeratio stirpium phanerogamarum, quae in Silesia sponte proveniunt. Breslau 1824 books.google.de
- mit Friedrich Heinrich Wimmer: Flora Silesiae I. Breslau, 1827
- mit Friedrich Heinrich Wimmer: Flora Silesiae II. Breslau, 1829
- mit Friedrich Heinrich Wimmer: Flora Silesiae III. Breslau, 1829
- Correspondenz über das häufige Vorkommen des Senecio vernalis in Schlesien. In: Flora 19 (1836)
- Nachträge zu dem systematischen Verzeichnis von Rohrer und Mayer. In: Flora 19 (1836)
- Flora von Oberschlesien und dem Gesenke. Breslau, 1840
- Über einige Arten der oberschlesischen Flora. In: Übersicht der Arbeiten und Veränderungen der Schlesischen Gesellschaft für vaterländische Kultur,  Breslau 1841
- Über Waldwolle, welche in Zuckmantel aus Kiefern- und Fichtennadeln gewonnen wird. In: Übersicht der Arbeiten und Veränderungen der Schlesischen Gesellschaft für vaterländische Kultur, Breslau 1842
- Flora von Oberschlesien und dem Gesenke. Mit Berücksichtigung der geognostischen Boden- und Höhen-Verhältnisse, Breslau 1843

## Dedikationsnamen
Ihm zu Ehren ist die Pflanzengattung Grabowskia aus der Familie der Nachtschattengewächse (Solanaceae) benannt. Weitere Dedikationsnamen sind:
- Colymbacosta × grabowskiana
- Cryptocoryne cordata var. grabowskii
- Cyperus grabowskianus (heute Synonym von Cyperus compactus Retz.)
- Hieracium × grabowskianum
- Homalomena grabowskii
- Ooia grabowskii
- Rubus grabowskii